# Колодези (Износковский район)
Колодези — деревня в Износковском районе Калужской области России. Входит в сельское поселение «Село Извольск»
Колодезь — тоже что и колодец, яма для добывания воды из водоносного горизонта.

## География
Расположено на ручье Черныщ.
Рядом — Агарыши.

## Население
| 2002 | 2010 |
| ---- | ---- |
| 0    | ↗1   |

## История
Относилось к Юхновскому уезду Смоленской губернии.
В 1914-м году относилось к Воскресенской волости Юхновского уезда.